# リンカーン・ユナイテッドFC
リンカーン・ユナイテッド・フットボールクラブ（Lincorn United Football Club）はイングランド、リンカーンシャー州、リンカーンを本拠地とするサッカークラブチーム。2017-2018シーズンはノーザンプレミアリーグ・ディヴィジョン1・サウス（8部相当）に所属。

## タイトル

### 国内タイトル
- ノーザンプレミアリーグ・ディヴィジョン1:2回

1995-1996,1996-1997
- ノーザンカウンティーズ・イーストリーグ・プレミアディヴィジョン:1回

1994-1995
- ノーザンカウンティーズ・イーストリーグ・ディヴィジョン1:1回

1992-1993
- ノーザンカウンティーズ・イーストリーグ・ディヴィジョン1（サウス）:1回

1982-1983
- ノーザンカウンティーズ・イーストリーグ・ディヴィジョン2:1回

1985-1986
- ノーザンカウンティーズ・イーストリーグ・プレジデンツカップ:1回

1993-1994
- セントラルミッドランズリーグ・スプレームディヴィジョン:1回

1991-1992
- ヨークシャーリーグ・ディヴィジョン1:2回

1970-1971,1973-1974
- ヨークシャーリーグ・ディヴィジョン2:1回

1967-1968
- リンカーンシャー・シニア'Ａ'カップ:3回

1972-1973,1985-1986,1995-1996
- リンカーンシャー・シニア'Ｂ'カップ:2回

1963-1964,1970-1971
- リンカーンシャー・インターメディテイトカップ:7回

1967-1968,1968-1969,1969-1970,1970-1971
1971-1972,1972-1973,1980-1981

### 国際タイトル
- なし